# McGhee Tyson Airport

i7
i11
i13
Der McGhee Tyson Airport (IATA-Code TYS, ICAO-Code KTYS) ist der Verkehrsflughafen der Großstadt Knoxville im US-Bundesstaat Tennessee. Neben ihm gibt es noch einen kleinen Flugplatz für den Individualflugverkehr direkt in Knoxville, genannt Downtown Island Airport Knoxville. Benannt ist er nach dem Piloten Charles McGhee Tyson, der im Ersten Weltkrieg von einem Patrouillenflug nicht mehr zurückkehrte.
Der nördliche Teil des Flughafens wird vor allem militärisch genutzt, unter anderem von der Tennessee National Guard (134te Air Refueling Group der Tennessee Air National Guard) als auch den regulären Streitkräften (Army Aviation Support Facility sowie den 110. und 119. Tactical Control Squadrons und der 228. Combat Communications Squadron). Am Rand befindet sich zudem der Frachtflugbereich.
Im südlichen Teil befindet sich das Terminal für Linienflüge sowie Einrichtungen für die Allgemeine Luftfahrt.

## Lage und Verkehrsanbindung
Der McGhee Tyson Airport befindet sich 18 Kilometer südlich des Stadtzentrums von Knoxville. Er grenzt an die Kleinstadt Alcoa an. Das Passagierterminal verfügt über eine Anschlussstelle am U.S. Highway 129, welche östlich des Flughafens verläuft. Daneben verlaufen die Tennessee State Routes 335 und 429 südlich beziehungsweise nördlich des Flughafens. Außerdem verläuft die Interstate 140 rund zwei Kilometer nördlich des Flughafens. Der McGhee Tyson Airport ist nicht in den öffentlichen Personennahverkehr eingebunden, Fluggäste müssen auf Mietwagen, Taxis und ähnliche Angebote zurückgreifen.

## Fluggesellschaften und Ziele
Der McGhee Tyson Airport wird von den Fluggesellschaften Allegiant Air, American Eagle, Delta Air Lines/Delta Connection, Frontier Airlines und United Express genutzt. Insgesamt werden 22 Ziele in den Vereinigten Staaten angeboten, zwei Ziele werden jedoch nur saisonal bedient.

## Verkehrszahlen
| Verkehrszahlen des McGhee Tyson Airport 1968–2018 | Verkehrszahlen des McGhee Tyson Airport 1968–2018 | Verkehrszahlen des McGhee Tyson Airport 1968–2018 | Verkehrszahlen des McGhee Tyson Airport 1968–2018 |                              |
| Jahr                                              | Fluggastaufkommen                                 | Luftfracht (Tonnen)                               | Luftpost (Tonnen)                                 | Flugbewegungen (mit Militär) |
| ------------------------------------------------- | ------------------------------------------------- | ------------------------------------------------- | ------------------------------------------------- | ---------------------------- |
| 2018                                              | 2.221.137                                         | 36906                                             | 6,26                                              | 115.786                      |
| 2017                                              | 1.988.626                                         | 37596                                             | 29,89                                             | 105.605                      |
| 2016                                              | 1.827.989                                         | 38479                                             | 0,00                                              | 96.214                       |
| 2015                                              | 1.747.472                                         | 35106                                             | 19,20                                             | 118.921                      |
| 2014                                              | 1.738.133                                         | 33618                                             | 9,38                                              | 100.421                      |
| 2013                                              | 1.712.506                                         | 38115                                             | 0,00                                              | 100.914                      |
| 2012                                              | 1.747.145                                         | 41517                                             | 0,33                                              | 105.805                      |
| 2011                                              | 1.773.671                                         | 41908                                             | 3,93                                              | 107.757                      |
| 2010                                              | 1.689.945                                         | 42363                                             | 0,61                                              | 107.010                      |
| 2009                                              | 1.680.716                                         | 37333                                             | 0,03                                              | 104.273                      |
| 2008                                              | 1.742.943                                         | 44165                                             | 0,63                                              | 121.680                      |
| 2007                                              | 1.822.891                                         | -                                                 | -                                                 | -                            |
| 2006                                              | 1.674.877                                         | -                                                 | -                                                 | -                            |
| 2005                                              | 1.846.794                                         | -                                                 | -                                                 | -                            |
| 2004                                              | 1.607.077                                         | -                                                 | -                                                 | -                            |
| 2003                                              | 1.428.061                                         | -                                                 | -                                                 | -                            |
| 2002                                              | 1.431.979                                         | -                                                 | -                                                 | -                            |
| 2001                                              | 1.433.651                                         | -                                                 | -                                                 | -                            |
| 2000                                              | 1.735.831                                         | -                                                 | -                                                 | -                            |
| 1999                                              | 1.763.431                                         | -                                                 | -                                                 | -                            |
| 1998                                              | 1.626.905                                         | -                                                 | -                                                 | -                            |
| 1997                                              | 1.443.265                                         | -                                                 | -                                                 | -                            |
| 1996                                              | 1.409.100                                         | -                                                 | -                                                 | -                            |
| 1995                                              | 1.346.537                                         | -                                                 | -                                                 | -                            |
| 1994                                              | 1.305.539                                         | -                                                 | -                                                 | -                            |
| 1993                                              | 1.312.605                                         | -                                                 | -                                                 | -                            |
| 1992                                              | 1.261.694                                         | -                                                 | -                                                 | -                            |
| 1991                                              | 1.148.296                                         | -                                                 | -                                                 | -                            |
| 1990                                              | 1.164.170                                         | -                                                 | -                                                 | -                            |
| 1989                                              | 1.128.534                                         | -                                                 | -                                                 | -                            |
| 1988                                              | 1.187.654                                         | -                                                 | -                                                 | -                            |
| 1987                                              | 1.228.447                                         | -                                                 | -                                                 | -                            |
| 1986                                              | 1.063.473                                         | -                                                 | -                                                 | -                            |
| 1985                                              | 914.923                                           | -                                                 | -                                                 | -                            |
| 1984                                              | 869.028                                           | -                                                 | -                                                 | -                            |
| 1983                                              | 824.956                                           | -                                                 | -                                                 | -                            |
| 1982                                              | 867.030                                           | -                                                 | -                                                 | -                            |
| 1981                                              | 776.437                                           | -                                                 | -                                                 | -                            |
| 1980                                              | 874.671                                           | -                                                 | -                                                 | -                            |
| 1979                                              | 982.072                                           | -                                                 | -                                                 | -                            |
| 1978                                              | 951.048                                           | -                                                 | -                                                 | -                            |
| 1977                                              | 880.286                                           | -                                                 | -                                                 | -                            |
| 1976                                              | 807.801                                           | -                                                 | -                                                 | -                            |
| 1975                                              | 749.090                                           | -                                                 | -                                                 | -                            |
| 1974                                              | 774.251                                           | -                                                 | -                                                 | -                            |
| 1973                                              | 748.796                                           | -                                                 | -                                                 | -                            |
| 1972                                              | 721.522                                           | -                                                 | -                                                 | -                            |
| 1971                                              | 670.124                                           | -                                                 | -                                                 | -                            |
| 1970                                              | 695.281                                           | -                                                 | -                                                 | -                            |
| 1969                                              | 711.471                                           | -                                                 | -                                                 | -                            |
| 1968                                              | 684.027                                           | -                                                 | -                                                 | -                            |

### Verkehrsreichste Strecken
| Rang | Stadt                     | Passagiere | Fluggesellschaft                    |
| ---- | ------------------------- | ---------- | ----------------------------------- |
| 01   | Atlanta, Georgia          | 234.780    | Delta/Delta Connection              |
| 02   | Charlotte, North Carolina | 114.170    | American Eagle                      |
| 03   | Chicago–O’Hare, Illinois  | 101.870    | American Eagle, United Express      |
| 04   | Dallas/Fort Worth, Texas  | 074.800    | American Eagle                      |
| 05   | Orlando–Sanford, Florida  | 061.150    | Allegiant                           |
| 06   | Detroit, Michigan         | 055.940    | Delta Connection                    |
| 07   | Denver, Colorado          | 048.820    | Allegiant, Frontier, United Express |
| 08   | Newark, New Jersey        | 046.160    | Allegiant, United Express           |
| 09   | Houston–Bush, Texas       | 044.260    | United Express                      |
| 10   | St. Petersburg, Florida   | 039.950    | Allegiant                           |

## Zwischenfälle
- Am 12. März 1992 wurde eine BAe Jetstream 31, die von der CCAir im Namen der USAir Express betrieben wurde (Luftfahrzeugkennzeichen N165PC), zwei Kilometer vor dem McGhee Tyson Airport mit eingefahrenem Fahrwerk ins Gelände geflogen. Bei dem Unfall kamen beide Piloten, die als einzige Personen an Bord waren, ums Leben (siehe auch Flugunfall einer Jetstream 31 der USAir Express 1992).[7]